# シロガネ×スピリッツ!
『シロガネ×スピリッツ!』は、2015年3月27日に戯画より発売されたアダルトゲーム。2020年7月22日にサントラと追加エピソード「はぷにんぐ×ほりでー」を収録した廉価版『シロガネ×スピリッツ！Re.price』がFANZA GAMESにて独占DL販売開始された。
また、家庭用ゲーム機向けとして、2016年3月24日にPlayStation Vita版がテイジイエル企画（現・エンターグラム）より発売、2023年8月24日にはPlayStation 4/Nintendo Switch版が発売された。
本作はバトルとラブコメディを合わせたアドベンチャーゲームであり、物語は章立てで進行する。

## あらすじ
祖父の遺言に従い守城市を訪れた少年・真宮刀士は、幼馴染の東雲雪菜が刀を手に大勢の人間を圧倒する様子に遭遇する。雪菜らが暮らす守城市は"格闘推進学園都市"という顔を持っており、町の支配権を優勝賞品とした、学園対抗戦"Kamishiro Battle Live"が毎年開かれていた。雪菜の案内により、かつての強豪校だった桜武学園に編入した刀士は、女子生徒たちで固められた生徒会兼出場選抜チームに加入させられ、彼女たちと同じ寮に住むことになってしまう。

## 登場人物

### 私立 桜武学園
真宮 刀士（まみや とうじ）
主人公。居合の師匠だった祖父と二人暮らしをしていたが、祖父の没後は遺言に従い、守城市へ引っ越し、桜武学園の2年生のクラスに編入した。
バトルには関心がなかったが、真咲らの手によりバトルに参加させられ共に戦っているうちに、彼女たちと心を通い合わせるようになる。
東雲 雪菜（しののめ せつな）
声 - 小倉結衣
刀士の祖父の友人の娘で、子供のころ刀士と過ごしていたことがあった。待望の再会を果たしたものの、刀士に忘れられていたため、彼に対してややきつい態度をとりつつも世話を焼いている。
まじめで様々なことに気に掛ける性格であり、寮では家事全般を担当しているが、毎朝用意している特製ドリンクは寮生からの評判が悪い。
嘉村 真咲（かむら まさき）
声 - 一色ヒカル
桜武学園の生徒会長を務める3年生で、折れた大剣を得物とする。目つきの鋭さと威圧的な雰囲気から独裁政治を敷いていると誤解されがちだが、実際は情に厚い性格であり真っ向勝負をよしとする。
桐生 千景（きりゅう ちかげ）
声 - 結衣菜
雪菜のクラスメート。おとなしい性格で他者と距離を置きがちだが、実際は対面でのコミュニケーションを苦手とするだけであり、メール等では絵文字を多用してくる。
仲野 愛（なかの めい）
声 - 早瀬ゃょぃ
1年生のクラスの在籍する女子生徒で、生徒会内では最年少にあたる。また、武器は持たず、パンチンググローブをはめたうえで戦いに臨む。
千景とは対照的に饒舌な人物。笑いを取ることに重きを置くあまり、空気を読まない言動を起こしてメンバーからウザったいと思われることがある。その一方、戦闘スタイルを独学で身に着けるほどの努力家でもある。
御剣（みつるぎ）
声 - 唯香
刀士と同学年の少女で、初戦の刀士に敗れた。御剣という名前は自ら付けた偽名であり、本名は田中幸子（たなかさちこ）。強気な態度をとるが、あまり大きなことはできずにいる。その一方、貧困から脱却すべく生徒会入りを目指すなど、粘り強い一面を持つほか、取り巻きである右近と左近からは慕われている。

### 暁月学館
大神 緋華（おおがみ ひばな）
声 - 手塚りょうこ
暁月学館生徒会長。強さを求めてひたむきになるあまり、バトル以外のことへの関心が薄く、他者との交流に関してはやや消極的で、無愛想な人物として見られている。
逢坂 万梨沙（おうさか まりさ）
声 - 橘まお
暁月学館生徒会メンバーの一人。常に悪だくみをしていそうな笑みを浮かべており、戦闘でも卑劣な手段を使ってくる。
吉岡 庵（よしおか いおり）
声 - 永倉仁八
暁月学館生徒会メンバーの一人。自由奔放ながらも、どこか不気味さをたたえた美少年。エキシビジョンマッチで刀士と引き分けになったことを機に、刀士に近づいてくるようになった。

### 麗仙学院
剣崎 アリス（けんざき アリス）
声 - 春河あかり
麗仙学院生徒会長を務める1年生。小柄な体格に反し、態度が大きい。開会式で出会った刀士に一目ぼれする。鞭に加え、フレキとゲリという2匹の武装した飼い犬を武器とする。
犬飼 錬介（いぬかい れんすけ）
声 - 水樹空
アリスの護衛を務める3年生。アリスとは対照的に高身長。
兎月 時子（うづき ときこ）
声 - 野々村紗夜
アリスの護衛兼メイドを務める2年生。アリスと錬介のことを見下している一方、狙撃の名手であり、戦闘時は錬介と息の合ったコンビネーションを見せる。
虹丘 莉々（にじおか りり）
声 - あじ秋刀魚
麗仙学院の生徒会の一員兼アイドルユニット・Shinyのメンバーである2年生。マイクスタンドを得物とする。
空閑 ひなた（くが ひなた）
声 - 白月かなめ
麗仙学院の生徒会の一員兼アイドルユニット・Shinyのメンバーである1年生。PC等を用いたサポートが主体で、本人が戦場に出ることはない。

### マーリンズ国際学園
マーク・スペンサー
声 - 花京院秋法
マーリンズ国際学園の生徒会長を務める3年生。アメフトの選手でもあり、スポーツマンシップを貴ぶ。
キャサリン・スペンサー
声 - 柚凪
マークの妹である1年生で、テニス選手として知られている。難解な日本語を無理やり使おうとしては兄に指摘されている。

### 天満義塾
松井 美絵（まつい みえ）
声 - 森乃泉美
天満義塾の生徒会長を務める3年生。本人の戦闘能力は皆無だが、無人ロボット等をはじめとする発明品を駆使して戦う。

### 守城西工業学園
風舞 サキ（かぜまい サキ）
声 - 水瀬優奈
守城西工業学園の生徒会副会長を務める2年生。香りを得物とする。
大門 剛（だいもん つよし）
声 - らいむらいと
守城西工業学園の生徒会会長を務める3年生。

### 誓風工専
九頭竜 凱阿（くずりゅう がいあ）
声 - 日向遥乙
誓風工専の生徒会長を務める3年生。昔のオタクのような言動が特徴であり、同人サークル「誓風亭」の代表という顔を持つ。

### 夢が丘希望学園
草壁 聖（くさかべ ひじり）
声 - 西乃ころね
夢が丘希望学園の生徒会長で、男装している。

### その他
冴島 乃恵瑠（さえじま のえる）
声 - 中家志穂
バトルの実況を行う守城ブロードメディアのアナウンサー。大人の色気を匂わせるが、実際は陽気で気分屋。番組制作に情熱を注いでいるため、やらせは許さないものの、強硬手段に出ることはある。
佐倉 青葉（さくら あおば）
声 - 御苑生メイ
桜武学園OGで、伝説世代と呼ばれる一人でもある。ジャッジと呼ばれる、警察の治安維持部隊の隊員で、バトル内での違法行為の取り締まりを行う。

## スタッフ
- キャラクターデザイン・原画 - きのこのみ、ねこにゃん、うすめ四郎、紅緒
- シナリオ - かずきふみ、宇津見あんり
- BGM - ALVINE

## 評価
FANZAGAMESのぬめ子は2020年にBugBugに寄せたコラムの中で、サブキャラクターも含め、本作の登場人物たちの多様性について評価している。その一方で、立ち絵鑑賞モードがあればよかったものの、5年前（2015年）の作品であり、当時は一般的な機能ではなかったので致し方ないともしている。